# Paul Skoda

Paul Skoda

Paul Skoda (* 29. Juni 1901 in Schlaney, Landkreis Glatz, Provinz Schlesien; † nach dem 20. April 1945 (vermisst)) war ein deutscher Politiker (NSDAP).

## Leben
Nach dem Besuch der Volksschule in Schlaney erlernte Skoda von 1916 bis 1919 das Schuhmacherhandwerk. In den Jahren 1921 bis 1924 war er als Bergarbeiter in der Wenceslaus-Grube in Mölke bei Neurode tätig. 1925 erhielt er eine Anstellung als Posthelfer bei der Reichspost in Berlin-Spandau.
Skoda trat im April 1926 der Nationalsozialistischen Deutschen Arbeiterpartei (NSDAP, Mitgliedsnummer 41.874) bei.
Bei der Reichstagswahl vom März 1933 wurde Skoda erstmals in den Berliner Reichstag gewählt, dem er in der Folge ohne Unterbrechung bis zum Zusammenbruch der nationalsozialistischen Diktatur im Mai 1945 angehören sollte. In dieser Zeit wurde sein Mandat dreimal bei „Wahlen“ bestätigt. In der Zeit von März 1933 bis März 1936 vertrat Skoda den Wahlkreis 3 (Potsdam II), anschließend bis 1945 den Wahlkreis 3 (Berlin Ost). Zu den bedeutenden parlamentarischen Ereignissen, an denen Skoda während seiner Abgeordnetenzeit beteiligt war, zählt unter anderem die Abstimmung über das – schließlich auch mit Skodas Stimme beschlossene – Ermächtigungsgesetz im März 1933.
Spätestens 1933 übernahm Skoda den Posten des Kreisleiters des Kreises I (Charlottenburg/Spandau) im Gau Groß-Berlin, den er bis 1945 innehatte. Weiterhin war er Gauamtsleiter und ab 1939 Gauinspektor im Berliner NSDAP-Gau sowie in der Zeit des Zweiten Weltkrieges ehrenamtlicher Richter am Volksgerichtshof. Daneben bekleidete er auch das Amt des Bundesleiters des Bundes heimattreuer Schlesier e.V.
Skoda gilt seit dem 20. April 1945 vermisst; 1949 wurde er gerichtlich für tot erklärt. Im Rahmen der Entnazifizierung wurde er – beziehungsweise sein Nachlass – im September 1956 wegen der von ihm veranlassten Übergriffe auf Gegner des nationalsozialistischen Systems von einer Spruchkammer in Berlin (West) zu einer Sühneleistung von 6000 DM verurteilt.

## Familie
Skoda war verheiratet mit Maria Haak. Im März 1948 klagte sie gegen ihren vermissten Ehemann auf Ehescheidung aus Schuld des Beklagten. Die Verhandlung wurde für den 15. Juni 1948 vor der 17. Zivilkammer des Landgerichts in Berlin-Zehlendorf-West angesetzt.